# Nymphaeales
Ordre
Classification APG II (2003)
Classification APG III (2009)
Les Nymphaeales (ou Nymphéales en français) sont un ordre de plantes à fleurs basales par rapport aux autres angiospermes. Basal veut dire que les Nymphaeales sont à la base de l'arbre phylogénétique des Angiospermes, raison pour laquelle elles appartiennent au groupe des Protoangiospermes.

## Histoire du taxon
En classification classique de Cronquist (1981) il comprend cinq familles :
- Nelumbonacées (Nelumbonaceae)
- Barclayacées (Barclayaceae)
- Cabombacées (Cabombaceae)
- Cératophyllacées (Ceratophyllaceae)
- Nymphéacées (Nymphaeaceae) (famille des nénuphars)

Dans la classification phylogénétique APG II (2003), il n’existe pas, mais le Angiosperm Phylogeny Website a réintroduit cet ordre.
Selon la classification phylogénétique APG III (2009) et la classification phylogénétique APG IV (2016), cet ordre comprend trois familles :
- ordre Nymphaeales
  - famille Cabombaceae
  - famille Hydatellaceae
  - famille Nymphaeaceae